# Pierre Bertrand (chanteur)
Pour les articles homonymes, voir Pierre Bertrand et Bertrand.
Pierre Bertrand, né le 11 août 1948 à Montréal, est un auteur-compositeur-interprète québécois.

## Biographie
Pierre Bertrand fait partie du groupe Beau Dommage de 1972 à 1977 avant d'entreprendre une carrière solo en 1980. À partir de ce moment, il connaît de nombreux succès sur disque, avec notamment les chansons suivantes : Méo Penché en 1980, On perd sa vie à la gagner en 1982, Ma blonde m'aime et Un air d'été en 1983, Attendre à l'année longue en 1985, Espérance en 1986, On est ensemble (titre écrit par Luc Plamondon) en 1987 et Crier au loup deux fois en 1996. Son album Ciel variable, publié en 1983, lui vaut de nombreuses récompenses. Il écrit aussi pour d'autres artistes, notamment Nicole Martin (la chanson Sans toi parue sur l'album Une affaire de cœur en 1982) et Francine Raymond. Il apparaît comme chanteur sur plusieurs grandes œuvres québécoises des années 70 et 80, notamment sur l’album L'Heptade du groupe Harmonium et sur la chanson Mon Joe de Paul Piché. Ces œuvres montrent la maîtrise des harmonies vocales de Pierre Bertrand, talent qui revient dans plusieurs de ses chansons solos ainsi que dans les chansons de Beau Dommage
Pierre Bertrand revient auprès de Beau Dommage en 1994, le temps de publier un autre album, Beau Dommage, avec le groupe.

## Discographie – Albums

### AvecBeau Dommage
- 1974 : Beau Dommage
- 1975 : Où est passée la noce ?
- 1977 : Un autre jour arrive en ville
- 1977 : Passagers
- 1994 : Beau Dommage

### Carrière solo
- 1981 : Pierre Bertrand (Disques Beau-Bec)
  - Quand c'est l'matin
  - Méo penché
  - J'ai la fièvre
  - C'est toujours des histoires d'amour
  - Prends-la donc dans tes bras
  - On perd sa vie à la gagner
  - Chus rien qu'un bon garçon
  - Paris
  - L'amour s'en va
  - Ça c'est moi.
- 1983 : Ciel variable (Disques Polydor)
  - Un air d'été
  - Jamais aimé avant
  - Le manque d'amour
  - Le chanteur
  - Magie
  - Ma blonde m'aime
  - Schefferville
  - Attendre a l'année longue qu'arrive l'été
  - Infinie tendresse

- 1984 : Un été mer et monde, chanson thème de Québec 84 en duo avec Francine Raymond (Disque Polydor)
- 1985 : Monsieur Émile, trame du film "Le Matou" (Disques Polydor)
  - On se connaît par cœur
  - In the night
  - Monsieur Émile (avec Marie Michèle Desrosiers).
- 1987 : Espérance (Disques Polydor)
  - Moi j'appelle ça d'l'amour
  - Elle l'aime encore (il suffit d'un slow)
  - Celle que j'aime
  - Vivre et laisser vivre
  - Partir avant
  - Gaucher
  - On est ensemble
  - Le crime ne paie pas
  - Espérance.
- 1996 : Ça c'est moi (Disques Deauville)
  - Crier au loup deux fois (inédit - duo avec Paul Piché)
  - Quand c'est le matin
  - On perd sa vie à la gagner
  - J'ai la fièvre
  - C'est toujours des histoires d'amour
  - Méo penché
  - Paris
  - Ma blonde m'aime
  - Un air d'été
  - Le chanteur
  - On se connaît par cœur
  - Une infinie tendresse
  - Moi j'appelle ça de l'amour
  - Celle que j'aime
  - Partir avant
  - Vivre et laisser vivre
  - Espérance
  - Ça c'est moi
  - Les arbres de trottoirs (inédit)

## Participations à d'autres albums
- 1970 : "La Famille Casgrain" - chansons "Le rêve de Noé" et "Aller-retour et souvenir" (Disques Barclay)
- 1978 : Valiquette de Gilles Valiquette. Aux chœurs avec Monique Fauteux.
- 1985 : "Fondation Québec-Afrique" (Collectif pour l'Éthiopie) - "Les Yeux de la faim" (Kébec-Disque)
- 1988 : "Paul Piché" - chansons "Je lègue à la mer" et "Un château de sable" (Audiogram)
- 1993 : Pièces de Gilles Valiquette. Aux chœurs avec Monique Fauteux.

## Lauréat et nomination

### Gala de l'ADISQ

#### artistique
| Année | Catégorie                                                    | Pour                                                  | Résultat   |
| ----- | ------------------------------------------------------------ | ----------------------------------------------------- | ---------- |
| 1981  | révélation de l'année                                        | Pierre Bertrand                                       | nomination |
| 1982  | interprète masculin de l'année                               | Pierre Bertrand                                       | nomination |
| 1984  | chanson de l'année                                           | Ma blonde m'aime (avec Roger Léger)                   | nomination |
| 1984  | chanson de l'année                                           | Un air d'été (avec Pierrette Bertrand)                | nomination |
| 1984  | interprète masculin de l'année                               | Pierre Bertrand                                       | nomination |
| 1984  | microsillon de l'année / auteur ou/et compositeur-interprète | Ciel variable                                         | nomination |
| 1984  | révélation de l'année                                        | Pierre Bertrand                                       | nomination |
| 1984  | trophée Félix témoignage                                     | Beau Dommage                                          | lauréat    |
| 1985  | microsillon de l'année                                       | Beau Dommage au forum de Montréal (avec Beau Dommage) | nomination |
| 1985  | spectacle de l'année - musique et chansons pop               | Beau Dommage au forum de Montréal (avec Beau Dommage) | nomination |
| 1987  | interprète masculin de l'année                               | Pierre Bertrand                                       | nomination |
| 1988  | interprète masculin de l'année                               | Pierre Bertrand                                       | nomination |
| 1995  | album de l'année - meilleur vendeur                          | Beau Dommage (1994) (avec Beau Dommage)               | lauréat    |
| 1995  | album de l'année - populaire                                 | Beau Dommage (1994) (avec Beau Dommage)               | lauréat    |
| 1995  | chanson populaire de l'année                                 | Échappé belle (avec Beau Dommage)                     | nomination |
| 1995  | groupe de l'année                                            | Beau Dommage                                          | lauréat    |
| 1995  | spectacle de l'année - auteur-compositeur-interprète         | Beau Dommage (avec Beau Dommage)                      | lauréat    |
| 1996  | album de l'année - populaire                                 | Rideau (avec Beau Dommage)                            | nomination |
| 1996  | chanson populaire de l'année                                 | Tout simplement jaloux (avec Beau Dommage)            | nomination |
| 1996  | groupe de l'année                                            | Beau Dommage                                          | nomination |

#### industriel
| Année | Catégorie                          | Pour                           | Résultat   |
| ----- | ---------------------------------- | ------------------------------ | ---------- |
| 1985  | metteur en scène de l'année        | Beau Dommage                   | nomination |
| 1995  | scripteur de spectacles de l'année | Beau Dommage pour Beau Dommage | nomination |

### Prix Juno[9]
| Année | Catégorie                            | Pour                                    | Résultat   |
| ----- | ------------------------------------ | --------------------------------------- | ---------- |
| 1975  | groupe le plus prometteur de l'année | Beau Dommage                            | nomination |
| 1976  | groupe de l'année                    | Beau Dommage                            | nomination |
| 1976  | album le plus vendu                  | Beau Dommage (avec Beau Dommage)        | nomination |
| 1996  | album francophone le plus vendu      | Beau Dommage (1994) (avec Beau Dommage) | nomination |

## ’Distinctions
- Médaille d'honneur de l'Assemblée nationale, 2009[10]